# Joop Wittermans
Johannes Wittermans (Bergum, 1 november 1946) is een Nederlands acteur.

## Loopbaan
Nadat Wittermans zijn diploma aan de Toneelschool van Arnhem had behaald, speelde hij bij diverse toneelgezelschappen, waaronder het Friese Tryater en Toneelgroep Noorder Compagnie. Op de televisie is hij vooral bekend van zijn rol van Jan Henk Gerritse in Goede tijden, slechte tijden en Trip Wittebol in Vrouwenvleugel. Hij speelde zowel in Friese als Nederlandstalige dramaseries en films en was te zien in De Storm en Zeg 'ns Aaa. Eerder had hij kleine rolletjes in de films Soldaat van Oranje, Pastorale 1943, Het teken van het beest en Dodenakker.
Wittermans is de vader van acteur Mads Wittermans en actrice Margje Wittermans.

## Filmografie

### Gastrollen
Wittermans had gastrollen in diverse producties waaronder Toen was geluk heel gewoon (1994), SamSam (1995) Coverstory (1995), 12 steden, 13 ongelukken (1991 en 1997), Het Zonnetje in Huis (1998), Spangen (1999), In de clinch (1999), Blauw Blauw (1999), Baantjer (2000), Intensive Care (2002), Grijpstra & De Gier (2005), Dankert en Dankert (2006), Met één been in het graf (2006), Spoorloos verdwenen (2006), We gaan nog niet naar huis (2008), De co-assistent (2008), Shouf Shouf! (2009), 13 in de oorlog (2009) en Medisch Centrum West (1994), Voetbalouders (2025).

## Hoorspelen
Wittermans werkte mee aan meerdere hoorspelen.
Douwe Slofstra - Het Bureau
Garmt Grootgrut - Bommel
Meumer - Désirée
Kelner - De Hormoonfabriek